# Jan Jansz. Starter
Jan Jansz. Starter (Amsterdam, 1593 – Hongarije, september 1626) is auteur van onder meer minnedichten, kluchten, e.d. Zijn bundel Friesche Lusthof (1621) - vanaf 1614 woonde hij in Leeuwarden - werd een verkoopsucces, mede door de introductie van Engelse melodieën (Zijn ouders waren afkomstig uit Engeland.). Het succes bracht hem echter geen grote rijkdom en bovendien stierf hij jong, vijf jaar na het verschijnen van het fraai uitgegeven boek. Hij overleed als 'historieschrijver' in een leger.

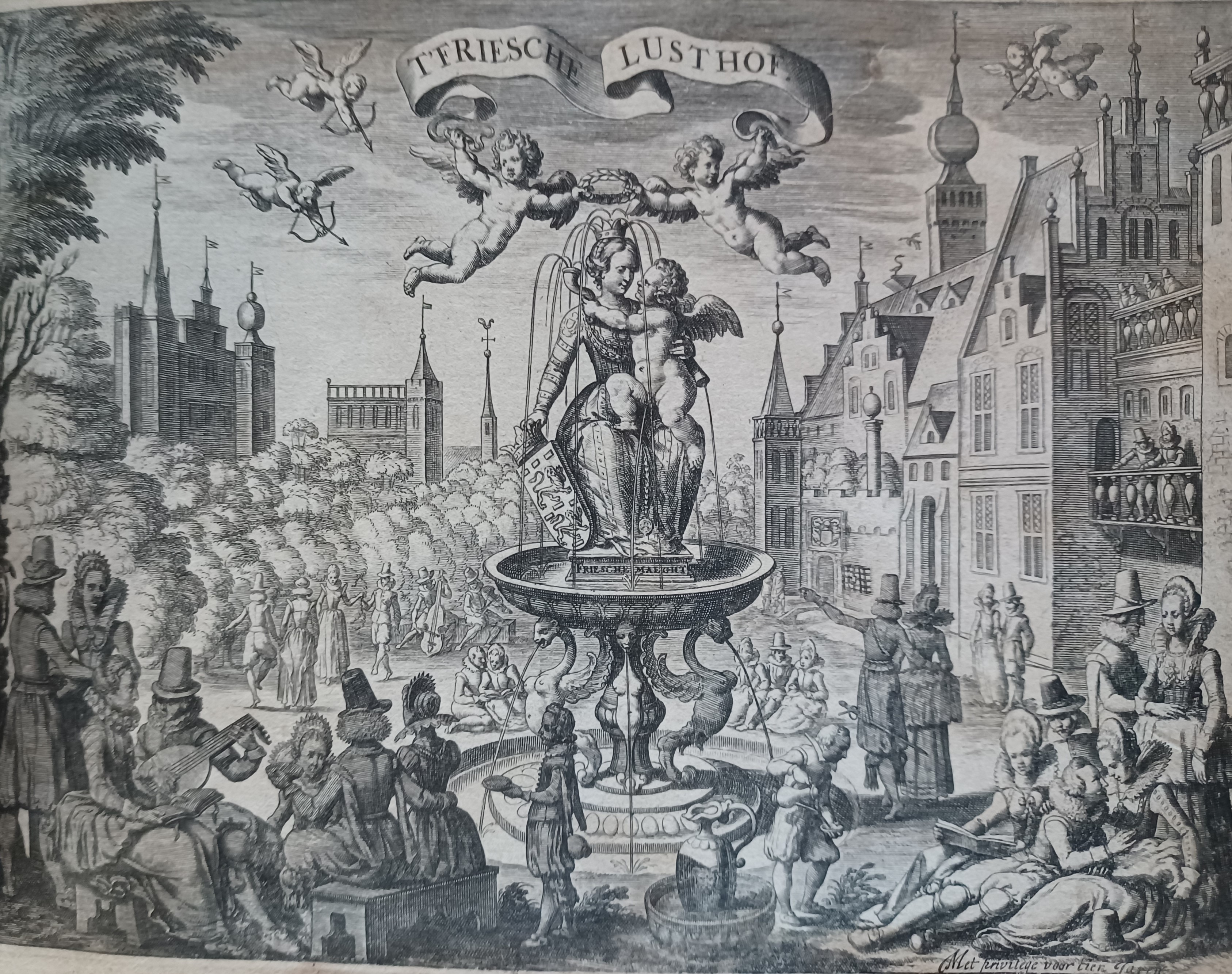
Friesche Lusthof, Jan Jansz Starter, 1621
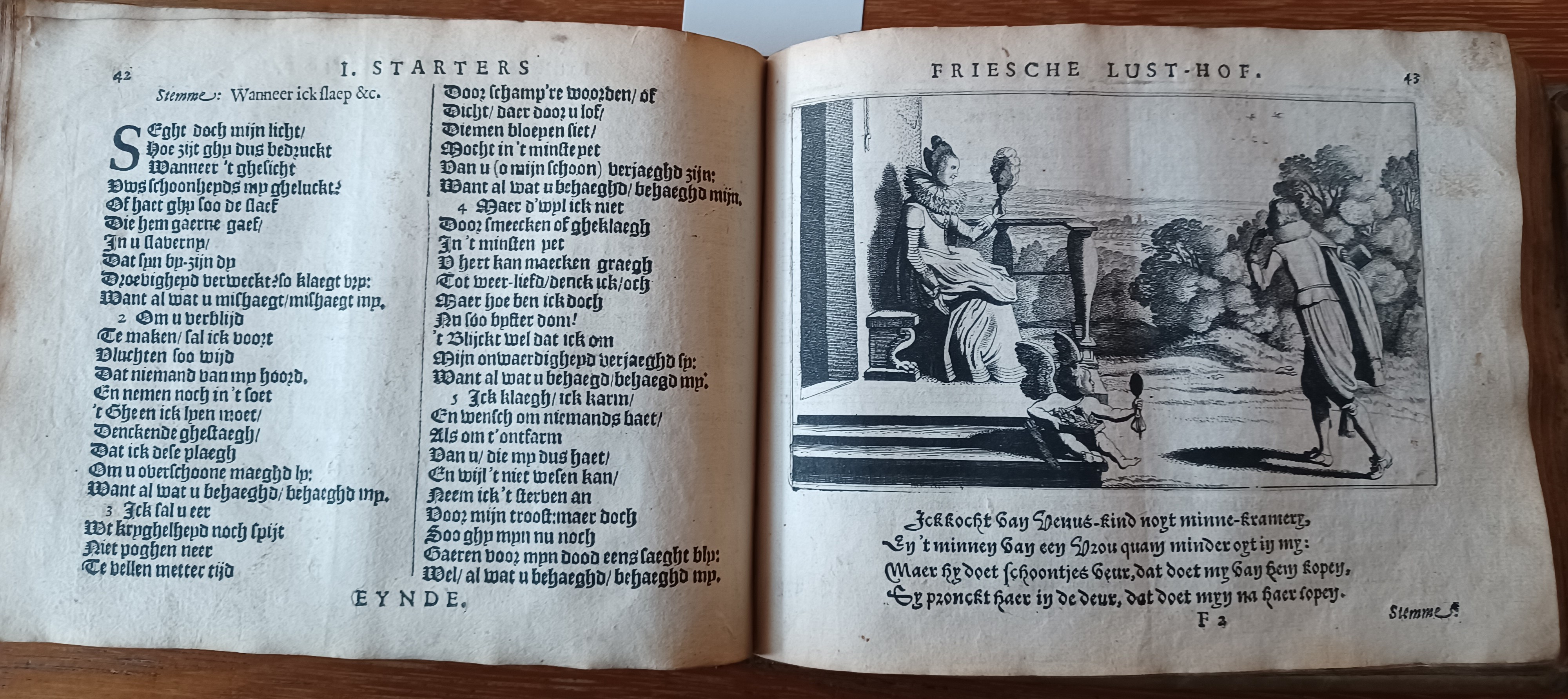
Friesche Lusthof, Jan Jansz Starter, Amsterdam 1621

## Werken
- I. Starters Daraide : eerst verthoond op de Leeuwarder Kamer Och mocht het rysen! den 21. Septemb: 1618, ende daer na hervat t'Amsterdam op de Eerste Nederduytsche Academi den 25. February 1621[a] (1618)
- Nieuw-iaar lieden: Wthegheven by de Nederduytsche Academi (1618)
- I. I. Starters Blyeyndich-truyrspel van Timbre de Cardone ende Fenicie van Messine, met een vermaecklijck sotte-clucht van een advocaet ende een boer op 't plat Friesch[b] (1618)
- Lyk-klaght, over den hoogh-welgeboren; in alle deughden wtmuntenden heere VVilhelm Lvdvvich, grave tot Nassau ... stadholder ... over Vriesland ...[c] (1620)
- Friesche lust-hof, beplant met verscheyde stichtelyke minne-liedekens, gedichten, ende boertige kluchten[d] (1621)
- Brvyd-lofs-gedicht ter eeren den eerent festen ... jonghelingh Henricvs Ioannes Oetgens bruydegom, ende de eerbare ... juffrou Margarita Storm bruyd[e] (1622)
- Ontzet van Bergen-op-Zoom 3 Oct. 1622[f] (na 1622)
- Ian Iansz Starters Klucht van Ian Soetekauw, mitsgaders de Klucht van Melis Thyssz, een half-backen vryer[g] (1657)

Het muziekensemble Camerata Trajectina heeft uit laatstgenoemde verzameling enkele werken op cd uitgebracht.
- Biblioteca Nacional de España: XX5081216
- Bibliothèque nationale de France: cb10558484z (data)
- Biografisch Portaal: 78377411
- Digitale Bibliotheek voor de Nederlandse Letteren: star001
- Gemeinsame Normdatei: 119295016
- International Standard Name Identifier: 0000 0001 1930 3499
- Library of Congress Control Number: no2008116871
- Nederlandse Thesaurus van Auteursnamen: 069341664
- Virtual International Authority File: 45108329
- WorldCat: E39PBJrWxk37RYQBmpxmCY7mBP